# Brycinus imberi
Brycinus imberi är en fiskart som först beskrevs av Peters 1852.  Brycinus imberi ingår i släktet Brycinus och familjen Alestidae. IUCN kategoriserar arten globalt som livskraftig. Inga underarter finns listade.